# تاكيشي اينو
تاكيشي اينو (باليابانية: リオン武؛ بالكانا: リオン たけし) هو فنان قتال مختلط ياباني، ولد في 18 مارس 1980 في يوكوهاما في اليابان.

## وصلات خارجية
- تاكيشي اينو على موقع بوكس ريك (الإنجليزية) (registration required)
- تاكيشي اينو على موقع شيردوغ (الإنجليزية)
- تاكيشي اينو على موقع IMDb (الإنجليزية)